# Marco Del Lungo
Marco Del Lungo (Tarquinia, 1 de março de 1990) é um jogador de polo aquático italiano, medalhista olímpico.

## Carreira

### Rio 2016
Del Lungo integrou a equipe da Itália que conquistou a medalha de bronze nos Jogos do Rio de Janeiro.